# Marcello Montanari
Marcello Montanari (Portoferraio, 25 settembre 1965) è un allenatore di calcio ed ex calciatore italiano, di ruolo difensore.

## Caratteristiche tecniche

### Giocatore
Era un marcatore roccioso e scattante, non particolarmente avvezzo alla costruzione della manovra.

## Carriera

### Giocatore
Cresce nella Reggiana dove percorre la trafila giovanile fino a quando esordisce nella stagione 1983-1984 in Serie C1 collezionando 7 presenze. L'anno successivo si avvicina a casa approdando al Livorno neopromosso in Serie C1, dove scende in campo in una sola occasione.
Dal 1985 al 1987 indossa la maglia del Venezia in Serie C2 disputando 40 incontri in campionato. Nel biennio successivo gioca per la Carrarese conquistando nella stagione 1987-1988 una promozione in Serie C1.
Nel 1989 cambia squadra rimanendo in Toscana: con la maglia della Lucchese conquista prima la promozione in Serie B, e poi si conferma titolare in serie cadetta l'anno successivo. Insieme al tecnico Orrico passa all'Inter per 6,3 miliardi di lire e viene schierato titolare all'inizio della stagione successiva, dove conclude l'annata in panchina.
Nel novembre 1992, dopo 12 presenze con la squadra milanese, passa al Bari, squadra nella quale militerà per quasi cinque stagioni, seguendo l'altalenante andamento della compagine pugliese: promozione in Serie A alla seconda stagione, cui seguono una salvezza, una retrocessione in serie cadetta e una nuova promozione in massima categoria.
Nel 1997 fa ritorno nella regione natìa, alla Lucchese dove gioca le prime due stagioni in Serie B e le successive due in Serie C1. Nel 2001 colleziona presenze in un'ulteriore squadra toscana, la Massese, che all'epoca militava in Eccellenza. Qui, al primo anno, contribuisce alla vittoria del campionato di Eccellenza Toscana Girone A, segnando il rigore decisivo alla penultima giornata. Nel 2002-2003 partecipa quindi alla Serie D, chiudendo qui la sua carriera.

### Allenatore
Ricopre il ruolo di allenatore in seconda della Reggiana nelle stagioni 2008-2009 e 2009-2010 quando alla guida della squadra ci sono rispettivamente Alessandro Pane e Loris Dominissini. Con l'arrivo di Amedeo Mangone il ruolo di vice è ricoperto da Fabio Sobhy mentre Montanari viene posto alla guida degli Allievi Nazionali. Dalla stagione 2011-2012 ricopre il ruolo di collaboratore tecnico della prima squadra e del settore giovanile. Il 12 febbraio 2014, in seguito all'esonero del mister Pier Francesco Battistini, viene designato come nuovo allenatore della prima squadra fino al termine della stagione con Mathew Olorunleke allenatore in seconda.
Il 31 gennaio 2015 viene chiamato sulla panchina della Pro Patria al posto dell'esonerato Marco Tosi.
Dal 2018 al 2020 è il vice di Luciano Foschi al Ravenna. Il 21 gennaio 2021 segue il mister al Carpi.

## Palmarès

### Giocatore

#### Competizioni nazionali
- Campionato italiano Serie C2: 1

Carrarese: 1987-1988 (girone A)
- Coppa Italia Serie C: 1

Lucchese: 1989-1990

#### Competizioni regionali
- Eccellenza: 1

Massese: 2001-2002 (girone A)